# Ada (Tochter des Pixodaros)
Ada war eine in der 2. Hälfte des 4. Jahrhunderts v. Chr. lebende Adlige der persischen Satrapie Karien. Um ihre Hand bewarb sich 336 v. Chr. Alexander der Große, doch scheiterte das Heiratsprojekt.

## Leben
Ada war die älteste Tochter des Pixodaros, der seit etwa 340 v. Chr. als Satrap von Karien fungierte, und der Kappadokerin Aphneïs. Pixodaros bemühte sich im Frühjahr 336 v. Chr., durch eine Heiratsallianz engere Beziehungen zu König Philipp II. von Makedonien zu knüpfen und schickte Aristokritos als seinen Gesandten an den makedonischen Hof. Eine solche Verbindung war Philipps gegen den Perserkönig Dareios III. gerichteten politischen Bestrebungen förderlich; und Pixodaros konnte sich davon eine größere Selbstständigkeit gegenüber Dareios III. erhoffen. So schlug der Makedonenkönig seinen bisher von der Thronfolge ausgeschlossenen, geistig geschädigten Sohn Arrhidaios, der ein Stiefbruder Alexanders des Großen war, als Bräutigam für Pixodaros’ Tochter Ada vor. Alexander war nach einem Zerwürfnis mit seinem Vater Philipp II. erst kürzlich an den makedonischen Königshof in Pella zurückgekehrt, bangte aber weiterhin um seine nun in Frage gestellte Thronfolge. Als er von Philipps Heiratsprojekt erfuhr, suchte er es zu hintertreiben, indem er selbst um Adas Hand anhielt, um die Legitimierung seines Stiefbruders zu vereiteln. Im Endeffekt kam aufgrund der Gegensätzlichkeit der beiden Ehepläne keiner von ihnen zustande.
Kurz darauf schwenkte Pixodaros wieder in eine propersische Politik ein und verheiratete seine Tochter Ada mit dem persischen Adligen Orontopates. Nach Pixodaros’ Tod (335 v. Chr.) regierte Ada vielleicht kurzzeitig mit ihrem Gatten über Karien. Im nächsten Jahr eröffnete Alexander seinen Asienfeldzug, in dessen Rahmen er Adas gleichnamige Tante im Sommer 334 v. Chr. wieder als karische Regentin einsetzte. Zum weiteren Schicksal Adas liegt keine Überlieferung vor.